# Psalidoprocne albiceps
La golondrina cabeciblanca (Psalidoprocne albiceps) es una especie de ave paseriforme de la familia Hirundinidae propia de la región de los Grandes Lagos de África y el noreste de Angola